# پی. کی. سوبان
پی. کی. سوبان (انگلیسی: P. K. Subban؛ زادهٔ ۱۳ مهٔ ۱۹۸۹) بازیکن هاکی روی یخ اهل کانادا است.
از باشگاه‌هایی که در آن بازی کرده‌است می‌توان به مونترآل کانادینز اشاره کرد.